# ستيف فروست
ستيف فروست (بالإنجليزية: Stef Frost)‏ (3 يوليو 1989 في المملكة المتحدة - ) هو لاعب كرة قدم بريطاني في مركز جناح ‏. لعب مع نوتس كاونتي ونادي غاينسبورو ترينيتي وماتلوك تاون ‏ وHucknall Town F.C. ‏ وQuorn F.C. ‏ وHeanor Town F.C. ‏ وStirling Macedonia FC ‏ ونادي بوسطن يونايتد.

## وصلات خارجية
- ستيف فروست على موقع قاعدة بيانات كرة القدم.إي يو (الإنجليزية)
- ستيف فروست على موقع Soccerbase.com (لاعب) (الإنجليزية)